# Cessair
Cessair era, na mitologia celta, uma rainha-feiticeira que invadira a ilha, que se tornaria a Irlanda, após o grande dilúvio com seu séquito numeroso. Trata-se de uma reencarnação de Circe de Homero.